# Konotop (województwo lubuskie)

Nieoficjalny herb wsi Konotop

Konotop (niem. Kontopp) – wieś (dawniej miasto) w Polsce położona w województwie lubuskim, w powiecie nowosolskim, w gminie Kolsko, nad rzeką Obrzycą, nieopodal jezior Sławskiego i Świętobór.
Konotop uzyskał prawa miejskie w 1706 roku, a utracił je w 1742 roku. W latach 1975–1998 miejscowość położona była w województwie zielonogórskim.

## Części wsi
| SIMC    | Nazwa      | Rodzaj     |
| ------- | ---------- | ---------- |
| 0910156 | Głuszyca   | przysiółek |
| 0910162 | Marianki   | przysiółek |
| 0910179 | Strumianki | przysiółek |
| 0910185 | Strumiany  | przysiółek |
| 0910191 | Święte     | przysiółek |
| 0910200 | Zacisze    | przysiółek |

## Historia
Konotop wzmiankowany był już w średniowieczu.
Tradycyjny przekaz głosi, że nazwa miejscowości wywodzi się od mokradła, w którym topiły się konie. Zmodyfikowana wersja tej opowieści twierdzi, że nazwa Konotop to imię wodnika, który zamieszkiwał okoliczne bagna i wciągał do nich przejeżdżających kupców. W istocie przepływająca opodal rzeka Obrzyca (nazywana także Leniwą Obrą lub Gniłą Obrą) mogła w średniowieczu tworzyć niebezpieczne rozlewiska.
Najprawdopodobniej pierwsza osada powstała tu w XIII w. Już w 1308 istniał miejscowy kościół św. Anny. W XV w. wieś należała do rycerskiego rodu von Zabel/Zabeltitz. Ich posiadłością był również pobliski Otyń. Imienna wzmianka o właścicielu Konotopu pochodzi z 1451 – wspomniany jest Sigismund von Zabeltitz. Jako że członkowie rodu Zabeltitz byli rycerzami-rabusiami (z niem. Raubritter), to najprawdopodobniej oni, wzorem innych raubritterów, wznieśli murowaną siedzibę rycerską, która wymieniana jest w źródłach z połowy XVI w. Za swoją zbójecką działalność dwóch członków rodu zostało skazanych na śmierć przez księcia głogowskiego Jana II. Konotop znajdował się w rękach Zabelów do 1482.
Na początku XVI w. nowym panem Konotopu został Balthasar von Löbell, a następnie Wolff von Dyherrn (w 1572). Najprawdopodobniej w XVI w. wzniesiony został renesansowy dwór o charakterze obronnym (otoczony fosą). Pierwszy kościół zbudowany w Konotopie najprawdopodobniej uległ zniszczeniu (pożar?), gdyż źródła wspominają o budowie kościoła w połowie XVI w. Wkrótce po zakończeniu budowy został przejęty przez protestantów i znajdował się w ich rękach w okresie 1550–1654. W trzech kryptach świątyni grzebano właścicieli majątku, w kaplicach bocznych zachowały się renesansowe i barokowe płyty grobowe oraz epitafia. Jesienią 2010 dwa portrety epitafijne zostały skradzione.
Około 1576 Konotop przeszedł we władanie Sigismunda von Kottwitza, spokrewnionego z Wolffem Dyherrnem (szwagier?). W końcu XVI w. przy kościele wzniesiono drewnianą dzwonnicę, do której dzwon ufundowała Anna von Kottwitz w 1595. Dzwon (bogato pokryty inskrypcjami) odlany w pracowni Georga Wielda w Żytawie (Zittau) istnieje do dziś. Dzwonnica zaś została po II wojnie światowej przeniesiona z dotychczasowej lokalizacji na południe od kościoła, na miejsce, w którym stoi do dziś – na północny zachód od świątyni.

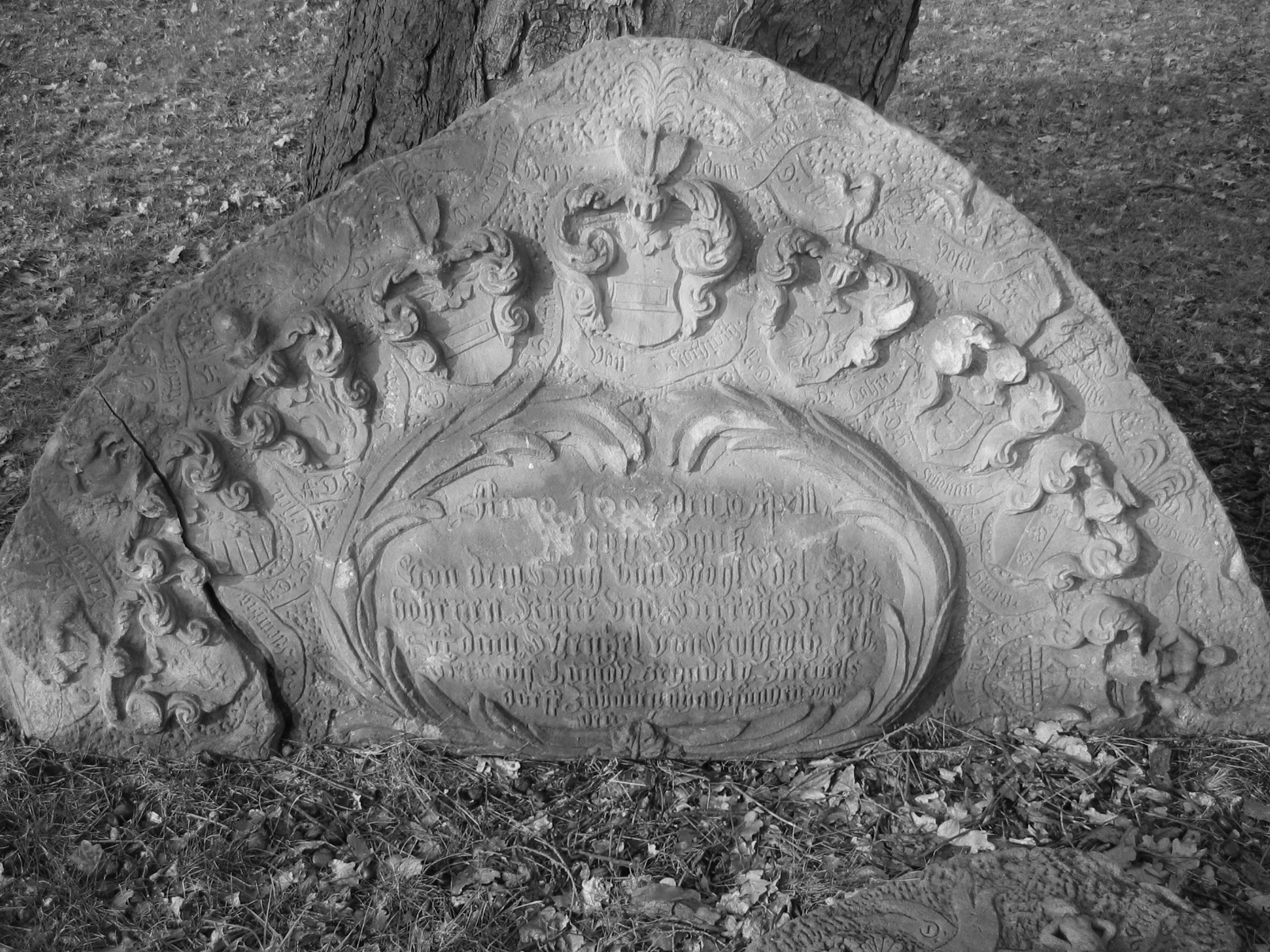
Kartusz herbowy ze zrujnowanego dworu w Konotopie z nazwiskiem Adama Wenzela von Kottwitz datowany 10 kwietnia 1693

Adam Wenzel von Kottwitz rozpoczął w 1693 gruntowną przebudowę dawnego renesansowego dworu, ukończoną w grudniu 1696. Na jego miejscu powstała barokowa rezydencja, z powodu bagnistości terenu posadowiona na osadzonych w gruncie dębowych palach. Budowla była zwrócona frontem ku wschodowi i posiadała dwa skrzydła, między którymi umiejscowiono ogród. Zachowano fosę, którą rozbudowano i wkomponowano w założenie parkowe.
Między XVI a XVIII w. Konotop wraz z kilkoma innymi okolicznymi miejscowościami (Nowa Sól, Otyń, Kolsko, Klenica) był jednym z nielicznym skupisk polskiej ludności po zachodnim brzegu Odry. Stopniowo nasilające się osadnictwo niemieckie zmieniło charakter etniczny wsi.
Aby podnieść rangę miejscowości, właściciele uzyskali dla Konotopu prawa miejskie. Cesarz Józef I w 1706 nadał miejscowości herb i stosowne przywileje. Uwzględniając nazwę i legendarny przekaz, w herbie umieszczono konia zanurzonego do połowy w wodzie. Mimo uzyskania praw miejskich i dogodnego położenia między szlakami handlowymi, Konotop nigdy nie rozwinął się w większy ośrodek. Także jego zabudowa zachowała cechy wiejskie. W 1706 do kościoła dobudowano prezbiterium, nadając mu cechy barokowe. W 1742 zbudowano w Konotopie zbór ewangelicki, nazywany w źródłach Bethaus (Friedenskirche). Na polecenie Adama Heinricha von Kottwitz otwarto w Konotopie, w 1790, szkołę ewangelicką. Pod koniec XVIII wieku ludność miasteczka liczyła 831 osób. W XVIII-wiecznym Konotopie prócz założenia pałacowo-parkowego znajdował się folwark, szkoła, szpital (ze względów epidemiologicznych umiejscowiony na obrzeżach), dwa domy parafialne, młyn wodny i 3 wiatraki (identyczne zachowały się w pobliskim Lubięcinie). W tym czasie miejscowość podzielona była na dwie części – miejską i dominialną.
Zniszczenia okresu napoleońskiego oraz przejście miasta pod panowanie pruskie przyczyniły się do zmiany statusu prawno-ekonomicznego Konotopu. Prawo Prus uzależniało posiadanie praw miejskich od spełnienia licznych warunków i obowiązków, na które Konotopu nie było stać. W efekcie Konotop utracił prawa miejskie. W drugiej połowie XVIII w. nastąpiły liczne zmiany właścicieli wsi. Od 1788 władali nią kolejno von Luckowie, von Rothenburgowie (do 1811), von Falkenhaynowie, von Kalckreuthowie i Foersterowie (od 1845). W XIX wieku infrastruktura części wiejskiej wyglądała następująco: browar, gorzelnia, 2 folwarki i 2 wiatraki, placówka poczty królewskiej, 67 domów. Część wiejską zamieszkiwało 476 ludzi. Część dominialna obejmowała: 2 wiatraki, 4 kuźnie, 3 piekarnie, 4 zakłady krawieckie, folwark, pałac i 62 domy. Część tę zamieszkiwało 471 ludzi (w tym 34 katolików). Majątek ziemski obejmował również okoliczne folwarki: Marienhof (obecnie Marianki), Mesche (obecnie Mesze) i Heinrichau (obecnie Strumiany). Rządy rodziny Foersterów przyczyniły się do rozwoju gospodarczego. W ich dobrach obejmujących około dwa tysiące hektarów ziemi, z czego 1500 ha stanowiły lasy, 375 ha grunty orne i 125 ha łąki, rozpoczęto meliorację łąk oraz wydobycie torfu. Zadbano o budowę nowych zabudowań gospodarczych, między innymi w folwarku przypałacowym wybudowano gorzelnię (istnieje do dziś). W folwarku zamontowano również prasę do torfu napędzaną silnikiem parowym. Foersterowie nakazali także przebudowę pałacu, w którym zmieniono dachy i wystrój wnętrz. Odnowiono i przebudowano także założenie pałacowo-parkowe. Wzdłuż brzegów fosy założono park angielski, na jego terenie postawiono nieistniejącą już altanę i neoklasycystyczne okazałe mauzoleum grobowe (obecnie niemal zupełnie zdewastowane), w którym pochowani byli członkowie rodziny Foersterów i skoligaconych z nimi Graeffów. Główny zarys założenia parkowego przetrwał do dziś (aleje spacerowe, kanały boczne fosy, ślady po parkowych rzeźbach). W 1885 otwarto w Konotopie szkołę katolicką. W latach 1893–1894 zbudowano z czerwonej cegły okazały gmach sądu obwodowego (Amtsgericht) i aresztu. Był to sąd pierwszej instancji podlegający organizacyjnie Sądowi Krajowemu w Głogowie. Działalność sądu w Konotopie obejmowała 37 miejscowości w powiecie zielonogórskim i 3 w powiecie kożuchowskim. W 1900 wieś liczyła 1073 mieszkańców. Ostatnim przed II wojną światową właścicielem majątku był od 1922 Kurt Adalbert Lothar Foerster. Z jego inicjatywy w okresie międzywojennym odnowiono obie istniejące w Konotopie świątynie. W latach 70. XX w. kilka rzeźb (św. Barbara, św. Roch, św. Sebastian, oraz barokowe putta) z kościoła katolickiego trafiło do Muzeum Ziemi Lubuskiej w Zielonej Górze, gdzie są eksponowane do dziś.
Ożywienie gospodarcze wsi nastąpiło na początku XX w. dzięki budowie linii kolejowych. W 1906 uruchomiono linię łączącą Konotop z Wolsztynem, zaś w 1908 wieś uzyskała połączenie kolejowe z Nową Solą. W 1915 otwarto tor z Konotopu do Sulechowa. Oprócz dużej stacji kolejowej zbudowano tu również parowozownię pomocniczą z dwustanowiskową halą oraz wieżę ciśnień, a w opodal stacji założono składnicę drewna. Regularnie pociągi osobowe i towarowe kursowały przez Konotop do lat dziewięćdziesiątych XX w., kiedy to z powodu nierentowności zlikwidowano linie pasażerskie. Między 1993 a 1994 kolejowy ruch pasażerski na trasach Wolsztyn-Sulechów i Wolsztyn-Nowa Sól przez Konotop prowadziła pierwsza niepaństwowa firma kolejowa w Polsce – Lubuska Kolej Regionalna. Niestety firma ta szybko zbankrutowała i pociągi osobowe przestały kursować. Składy towarowe będące własnością firmy PKP Cargo jeździły z Wolsztyna do Konotopu do czasu likwidacji tutejszej składnicy drewna w 2004. Obecnie na stację w Konotopie wjeżdżają tylko muzealne składy osobowe ze skansenu parowozów w Wolsztynie. Linia do Sulechowa została zdewastowana (kradzieże szyn) i na początku XXI wieku częściowo rozebrana.
Pod koniec II wojny światowej miejscowa ludność obawiając się nadciągającej Armii Czerwonej w styczniu 1945 rozpoczęła ewakuację na zachód. Po wkroczeniu radzieccy żołnierze splądrowali zabudowania dworskie i dopuścili się na pozostałych jeszcze w Konotopie Niemcach rabunków i gwałtów.
Po wojnie w majątku ziemskim utworzono PGR, nastawiony w głównej mierze na produkcję mleka. W latach osiemdziesiątych dla rozwijającego się PGR-u postawiono w okolicy cmentarza trzy wielkopłytowe bloki mieszkalne. W folwarku przypałacowym uruchomiono gorzelnię pracującą na potrzeby Polskiego Monopolu Spirytusowego. Obecnie znajduje się ona w rękach prywatnych.
Niestety wspaniały pałac przy zabudowaniach folwarcznych został zdewastowany i przez kilkadziesiąt lat pozostawał w ruinie (jeszcze w 2010 widoczne były w ruinach pozostałości zdobień, lokalizacja sal kominkowych). W sierpniu 2010 pozostałości pałacu zostały przez obecnego właściciela terenu rozebrane.
Po II wojnie światowej dewastacji uległy również niemieckie pomniki na dwóch głównych placach wsi (żołnierzy poległych w wojnie z Francją w latach 1870-1871 oraz żołnierzy poległych w I wojnie światowej).
Budynek małego szpitala działającego do 1945 przekazano po wojnie polskim repatriantom na potrzeby mieszkaniowe. Podobny los spotkał ewangelicki budynek parafialny. Kościół ewangelicki zaś rozebrano.
W ramach tworzenia ruchu spółdzielczego utworzono (opodal kościoła katolickiego) Spółdzielnię Kółek Rolniczych. Szkoła podstawowa imienia Marii Skłodowskiej-Curie w okresie powojennym zajmowała dwa budynki. Młodsze klasy uczyły się w dawnym, poniemieckim budynku szkolnym, opodal którego ulokowano także przedszkole. Klasy starsze uczyły się w budynku sądu. Przejściowo miała tu również siedzibę zaoczna rolnicza zasadnicza szkoła zawodowa. Przy dawnym budynku sądu zbudowano salę gimnastyczną i prowadzący do głównego gmachu łącznik mieszczący szatnię, gabinet dyrektora i bibliotekę szkolną. Pod koniec XX w. wybudowano na obrzeżach parku nowy budynek szkoły, w którym znalazło miejsce również przedszkole. Budynki dawnego przedszkola oraz młodszych klas szkolnych zostały sprzedane osobie prywatnej. W 2006 na fasadzie budynku szkoły (dawnego sądu) została wywieszona tablica upamiętniająca 300-lecie nadania praw miejskich Konotopowi. Od 1 września 2007 w Konotopie istnieje gimnazjum, które wraz ze szkołą podstawową oraz przedszkolem działa w ramach Zespołu Edukacyjnego w Konotopie. W miejscowości znajduje się stanica wodna zbudowana w latach 70. XX w. oraz boisko do gry w piłkę nożną. Od 1957 w Konotopie istniał Ludowy Zespół Sportowy "Błękitni" koncentrujący się na piłce nożnej. Jego miejsce w połowie lat 90. zajął klub sportowy Mieszko Konotop, w ramach którego istnieje drużyna piłkarska oraz sekcja tenisa stołowego. We wsi działa również Koło Gospodyń Wiejskich.

## Demografia
Liczba mieszkańców miejscowości w poszczególnych latach:
| Rok  | Liczba mieszkańców |
| ---- | ------------------ |
| 1998 | 1298               |
| 2002 | 1274               |
| 2009 | 1288               |
| 2011 | 1288               |
| 2021 | 1292               |

Od roku 1998 do 2021 liczba osób żyjących w miejscowości zmniejszyła się o 4%.

## Zabytki
Do wojewódzkiego rejestru zabytków wpisane są:
- kościół filialny pod wezwaniem św. Anny, z połowy XVI w., przebudowany w 1706
- park pałacowy, z początku XVIII w.

inne zabytki:
- dzwon ufundowany z 1595
- dwór (pałac dworski) z XVII w. – ruiny rozebrane w 2010 r.[29]
- mauzoleum – kaplica grobowa z XIX w. – w ruinie
- kolejowa wieża ciśnień z początku XX w.
- budynek szkoły podstawowej, przed II wojną światową gmach sądu, z końca XIX w.

## Galeria

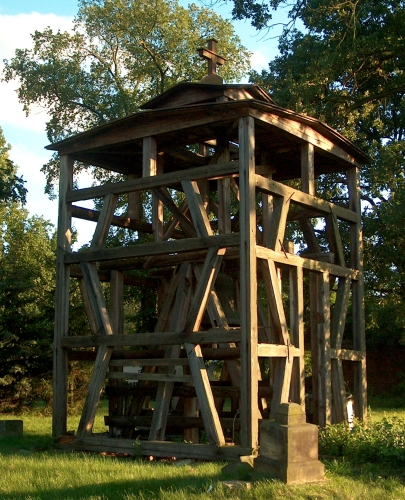
Dzwonnica przy kościele św. Anny
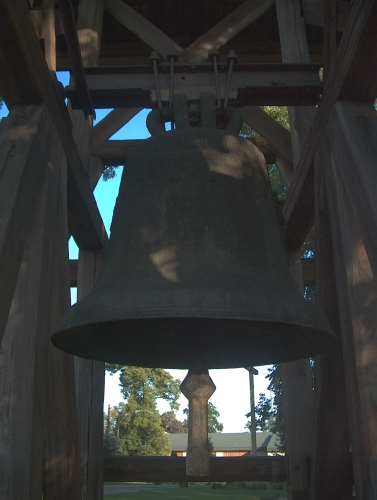
Dzwon z 1595
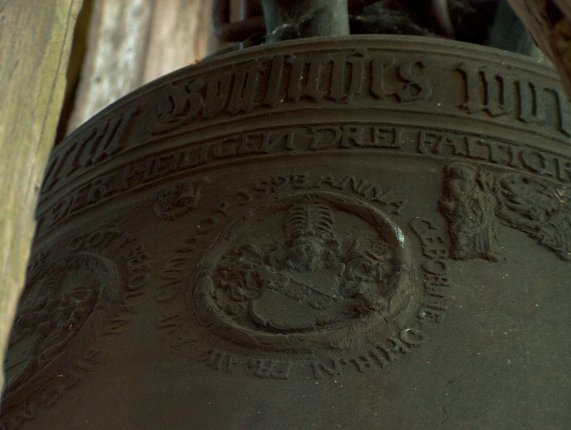
Fragment inskrypcji wraz z herbem fundatorki umieszczonym na dzwonie
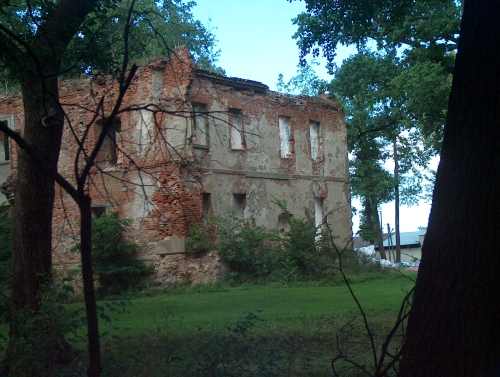
Ruiny pałacu dworskiego
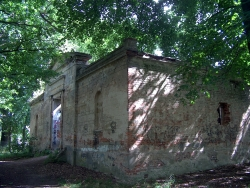
Ruiny mauzoleum
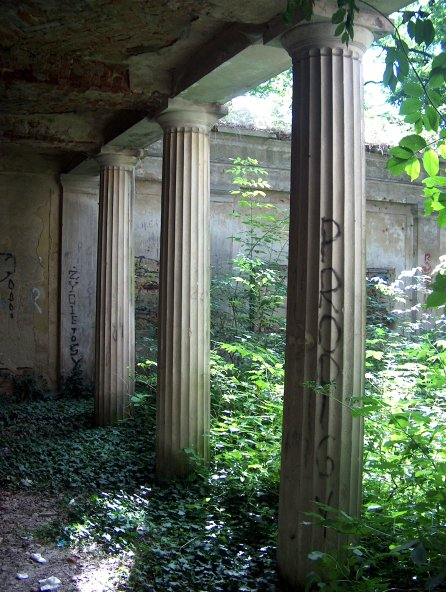
Zachowana klasycystyczna kolumnada wewnątrz mauzoleum
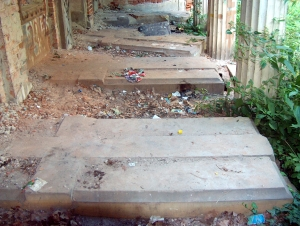
Zachowane płyty nagrobne w mauzoleum
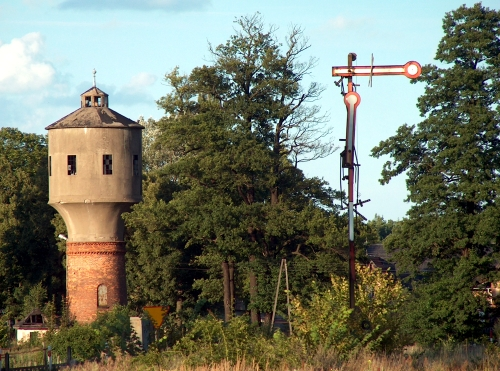
Wieża ciśnień i zachowany semafor kolejowy
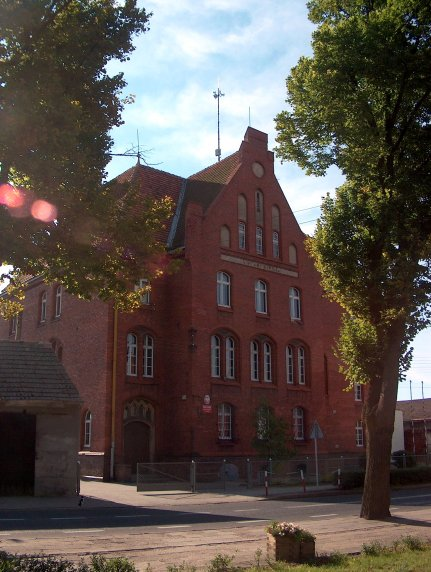
Zabytkowy budynek szkoły (widoczne na fasadzie powyżej drugiego piętra ślady skuwania niemieckich napisów)